# ۹ ماه (فیلم ۲۰۰۰)
۹ ماه (به انگلیسی: 9 Months) و (به تلگو: 9 Nelalu) فیلمی هندی محصول سال ۲۰۰۰ و به کارگردانی کرانتی کومار است. در این فیلم بازیگرانی همچون سونداریا، ویکرام و بهاوانا ایفای نقش کرده‌اند.